# Christian Honhold
Christian Honhold (* 11. Mai 1965 in Lübeck) ist ein ehemaliger deutscher Profiboxer und Boxtrainer.

## Leben
Der 1,90 m große und 109 kg schwere Honhold bestritt 150 Amateurkämpfe und neun Profikämpfe. Er war zweifacher Juniorenmeister, einmal Jugendmeister und jeweils einmal deutscher Meister bei den Amateuren und den Profis. Seinen ersten Kampf als Berufsboxer bestritt er im Juli 1991. 1993 wurde er Mitglied des Hamburger Boxstalls Universum. Im Oktober 1993 kämpfte gegen Bernd Friedrich um den vakanten deutschen Meistertitel im Schwergewicht, verlor aber. Er hatte sich eine Verletzung zugezogen, der Kampf musste deshalb abgebrochen werden. Friedrich wurde zum Sieger ernannt. Im Mai 1994 standen sich die beiden erneut im Ring gegenüber, diesmal siegte Honhold und wurde somit deutscher Meister. Bei seiner ersten Titelverteidigung im Oktober 1994 in Lübeck unterlag er Steffen Wiesenthal. Trainiert wurde Honhold von seinem Vater Karsten.
Im Film „Der Totmacher“ spielte Honhold einen Wachmann. Er wurde beruflich als Inhaber eines Sicherheitsdienstes und als Betreiber einer Lübecker Kampfsportschule („World of Punch“) tätig.